# Ronchères (Yonne)
Ronchères település Franciaországban, Yonne megyében. Lakosainak száma 88 fő (2022. január 1.). Ronchères Villeneuve-les-Genêts, Mézilles, Moutiers-en-Puisaye, Saint-Fargeau és Saint-Sauveur-en-Puisaye községekkel határos.

## Népesség
A település népessége az elmúlt években az alábbi módon változott:
| Lakosok száma | 105  | 98   | 101  | 96   | 94   | 91   | 90   | 89   | 88   |
|               | 2013 | 2015 | 2016 | 2017 | 2018 | 2019 | 2020 | 2021 | 2022 |